# Zbiór induktywny
Zbiór induktywny – rodzina zbiorów {\displaystyle x} spełniająca warunki
1. {\displaystyle \varnothing \in x;}
2. jeżeli {\displaystyle z\in x,} to {\displaystyle z\cup \{z\}\in x.}

Istnienie (co najmniej jednego) zbioru induktywnego postuluje aksjomat nieskończoności, będący częścią aksjomatyki Zermela-Franekla, czyli najpopularniejszej obecnie aksjomatyki współczesnej matematyki.
Część wspólna klasy {\displaystyle {\mathcal {I}}} wszystkich zbiorów induktywnych jest zbiorem, który oznacza się symbolem {\displaystyle \omega .} Okazuje się, że jest on równocześnie najmniejszą nieskończoną liczbą porządkową. Zbiór {\displaystyle \omega } spełnia aksjomaty Peana, dlatego może być utożsamiany ze zbiorem liczb naturalnych.